# K2-18b
K2-18b, також відома як EPIC 201912552 b — екзопланета, що обертається навколо зорі K2-18, яка є червоним карликом. Знаходиться від Землі на відстані, приблизно, 110 світлових років (за іншими даними — 124 св. р.) та має масу у 8 разів більшу за нашу планету. Відкрита у 2015 році за допомогою телескопа Кеплер. Стала першою екзопланетою, що знаходиться у зоні, придатній для життя, та в атмосфері якої у 2019 році знайдено значну кількість води.
Відкриття K2-18b відбулося завдяки виявленню зміни кривої блиску зірки K2-18, спричиненої проходженням даної екзопланети на тлі зірки, тобто транзитним методом. Достатньо короткий термін її обертання навколо зірки (33 доби) сприяє можливості отримання додаткових даних. Якщо попередньо цю екзопланету розглядали як мінінептун, то після обстеження її у 2017 році телескопом Спітцера, K2-18b віднесли до надземель.
Подальше вивчення екзопланети за допомогою телескопа Габбл (астроспектроскопія) та обробка всієї отриманої інформації дозволили вченим із Монреальського університету та Університетського коледжу Лондона зробити висновок, що K2-18b має воднево-гелієву атмосферу із високою концентрацією водяної пари. У більшості випадків вона знаходиться у межах 0,01—12,5 %, але іноді може сягати 20—50 %, що є достатнім для формування хмар. Статистична значущість виявлення води складає 3,6 стандартних відхилень, що є еквівалентно довірчому інтервалу у 99,97 %.
Астрономи наголошують, що наявність в атмосфері K2-18b водяної пари не означає, що там обов'язково є життя, або, що воно там взагалі можливе, позаяк найвірогідніше дасться взнаки нестача твердої поверхні, або все ж таки атмосфера буде не здатна підтримувати життя. Планується, що для отримання додаткових даних ця екзопланета буде додатково обстежена за допомогою телескопа ARIEL (запуск у 2029 році).
У вересні 2023 року НАСА оголосила, що спостереження планети телескопом Джеймса Вебба вказують на присутність у її атмосфері метану, діоксиду вуглецю, а також можливу присутність диметилсульфіду. Концентрація і метану, і діоксиду вуглецю в атмосфері досить висока і становить приблизно 1 %. Присутність одночасно метану і діоксиду вуглецю, і відсутність аміаку вказують на те, що K2-18b має океан з рідкої води і є гікеанною планетою. Подальші спостереження телескопом Джеймса Вебба мають або підтвердити, або спростувати присутність диметилсульфіду в атмосфері. Джерелом диметилсульфіду на Землі є лише живі організми, здебільшого морський фітопланктон.